# Charles Fonton
Charles Fonton est un diplomate français né en 1725 et décédé en 1793.
Plusieurs diplomates des ambassades occidentales à Constantinople se sont livrés à l'observation de la civilisation ottomane. Si leurs observations concernent surtout la langue, l'histoire et l'archéologie, il faut aussi citer la musique. Deux noms viennent aussitôt à l'esprit, Charles Fonton et Antoine de Murat.
D'origine française par son père et latine de Péra par sa mère, Charles Fonton était le fils de Pierre Fonton (1687-1756), premier drogman de l'ambassade de France à Constantinople, et de Lucrèze Navoni. Jeune de langues au lycée Louis-le-Grand jusqu'en 1746, il se rend à Péra chez les Pères capucins pour y terminer ses études. C'est à cette occasion qu'il se livre à un travail de traduction sur la musique orientale : "Essay sur la musique orientale comparée à la musique européenne", Constantinople, 1751. Cet ouvrage a été traduit en turc par Cem Behar en 1987 .
Après avoir passé une dizaine d'années à Alep et au Caire, il s'installe à Smyrne vers 1760 comme drogman puis chancelier drogman. Il devait y passer le reste de sa vie. Il décéda en cette ville en 1793. Sa dalle funéraire est encore visible dans l'église Saint-Polycarpe. Si son nom est effacé, les armoiries de la famille Fonton permettent de l'identifier avec certitude.
Il avait épousé avec la permission du Roi en 1765 Thérèse Bremond dont il eut plusieurs enfants :
- Charles, chancelier du consulat de France à Smyrne, qui passe au service de la Russie au moment de la Révolution française. Il fut notamment en poste un moment à Raguse.
- Étienne-Stanislas, jeune de langues à Louis-le-Grand, puis négociant français à Smyrne,
- Hélène Lucrèze, épouse d'Étienne Escalon, d'où la famille Escalon de Fonton.